# Буян
Буя́н — сказочный лубочный остров-град в русском фольклоре — сказках и заговорах. Стал особенно широко известен благодаря сказке А. С. Пушкина «Сказка о царе Салтане».
В народных сказаниях остров Буян наделён чудесной силой, на нём хранятся волшебные вещи, которые помогают сказочным героям бороться со злом (на острове растёт мистический дуб, в ветвях которого запрятана смерть Кощея). Там же на острове есть священный камень алатырь, обозначающий центр мира: кто сумеет найти этот камень — у того все желания исполняются.
В честь мифического острова был назван открытый в XX веке реальный остров Буян в составе архипелага Северная Земля. Есть с таким именем и речной остров на Дону.
По версии некоторых исследователей, в том числе М. Болтенко, остров Буян ассоциируется с островом Березань в Чёрном море. В. Б. Вилинбахов сближал Буян с островом Руян (Рюген, в Балтийском море, ФРГ), но этимологически подобные переходы пока не доказаны. Также Буян соотносится и с островом Борнхольм (в Балтийском море, принадлежит Дании).
Также словом «буян» сыздавна называли «открытое со всех сторон, возвышенное место, базарная площадь, амбар» (Фасмер). Предполагают тюркское происхождение слова — от буйдан (Даль), также означавшего «возвышенное место, базарная площадь», сравнивая с тюрк. майдан, с типичной для тюркских меной м/б (ср. русск. бурун < тюрк. мурун) (Трубачёв). Буян, далее от праслав. *bujanъ, связано со словом «буйный».